# Gitarrer & bas, trummor & hat
"Gitarrer & bas, trummor & hat" är en sång av den svenska indiegruppen Hästpojken från 2009. Låten finns med på bandets andra studioalbum Från där jag ropar (2009), men utgavs också som singel samma år.

## Låtlista
1. "Gitarrer & bas, trummor & hat" (radio edit) - 4:04

## Listplaceringar
| Lista (2009-2010) | Topplacering |
| ----------------- | ------------ |
| Sverige           | 32           |